# Джошуа-Три (национальный парк)
Национальный парк Джо́шуа-Три́, «Дерево Джошуа» (англ. Joshua Tree National Park) — национальный парк в США, расположенный в юго-восточной части Калифорнии. Площадь парка — 3196 км².
С 1936 года — национальный памятник США. 31 октября 1994 года президентом США Биллом Клинтоном объявлен национальным парком страны.
Парк Джошуа-Три расположен на юго-западе США, на месте пересечения пустыни Мохаве и Сонорской пустыни. Приобрел известность среди туристов благодаря удивительным скальным комплексам, расположенным в центральной части парка. Пустыня Мохаве занимает северную часть парка, на её территории растет Yucca brevifolia (древовидный суккулент из рода Юкка) — «дерево Джошуа», по общеупотребительному названию которого назван парк. Восточные и южные участки парка напоминают пустыню Сонору благодаря таким растениям как креозотовые кустарники (чапарраль) и прыгающая чолья.
На территории национального парка обитает 57 видов млекопитающих, 49 видов рептилий и более 250 видов птиц. Наиболее распространенные виды — суслики, кенгуровые прыгуны, антилопы, койоты, ящерицы, вороны и др.